# Tarnkleidung

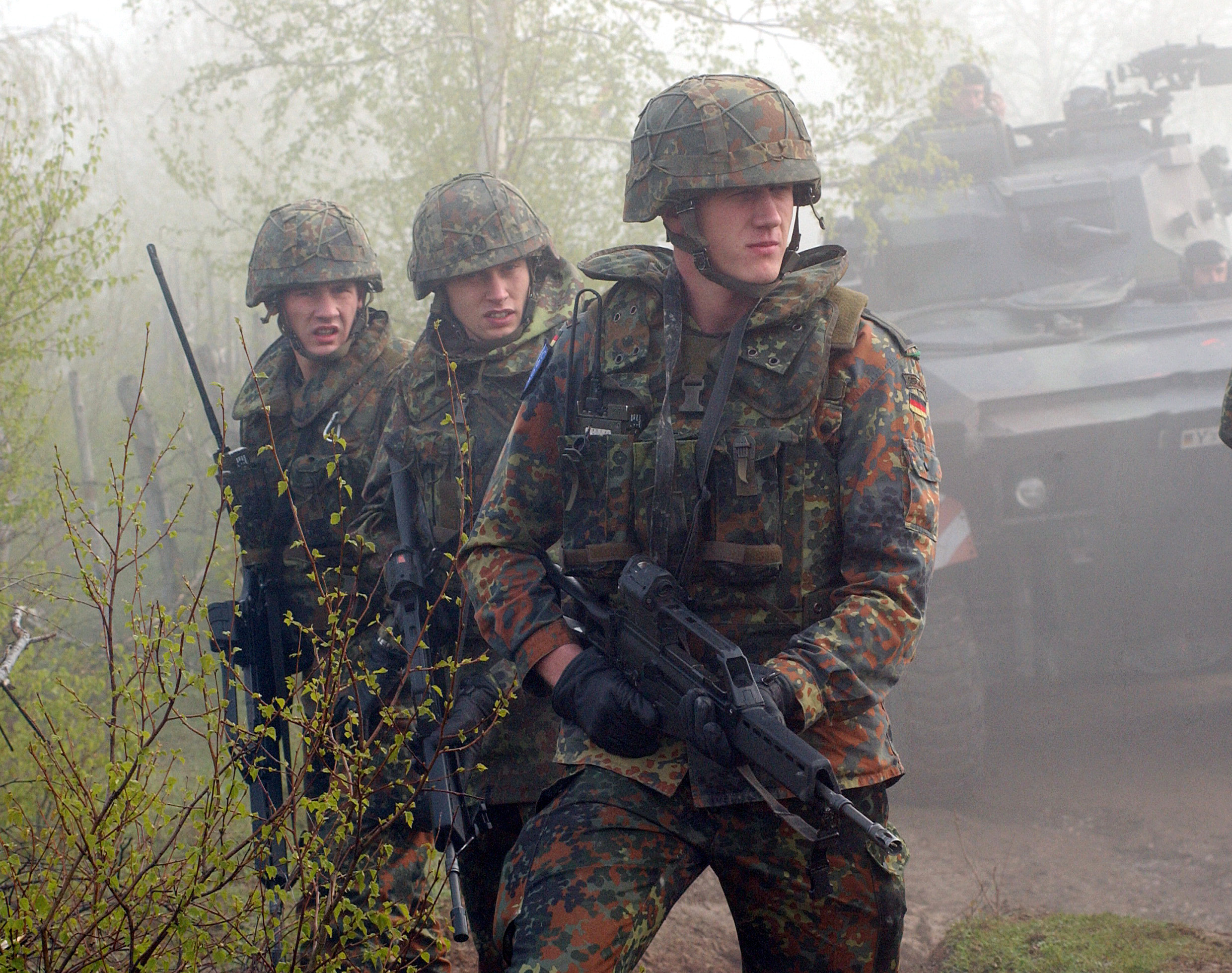
Bundeswehrsoldaten in Flecktarnkleidung

Tarnkleidung ist Kleidung, die durch ihr Muster und ihre Farbgebung die Konturen des Trägers vor entsprechendem Hintergrund „verwischt“, also tarnt, und die optische Aufklärung erschweren soll. Tarnkleidung wird meist von Soldaten oder Jägern getragen. Besondere Tarnkleidung ist der Schneetarnanzug für den Winter sowie der Ghillie-Tarnanzug für Scharfschützen.
In der Regel ist Tarnkleidung einer bestimmten Umgebung angepasst. Es gibt ebenfalls Tarnmuster zur universellen Verwendung, zum Beispiel das Universal Camouflage Pattern oder Multicam.

## Geschichtliche Entwicklung

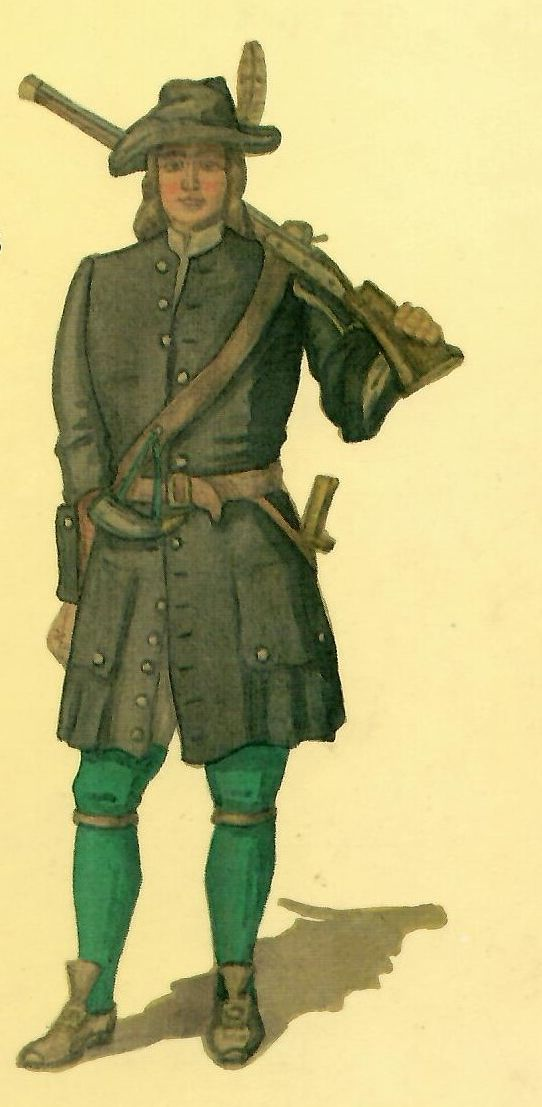
Jäger Hessen-Kassel, 1631

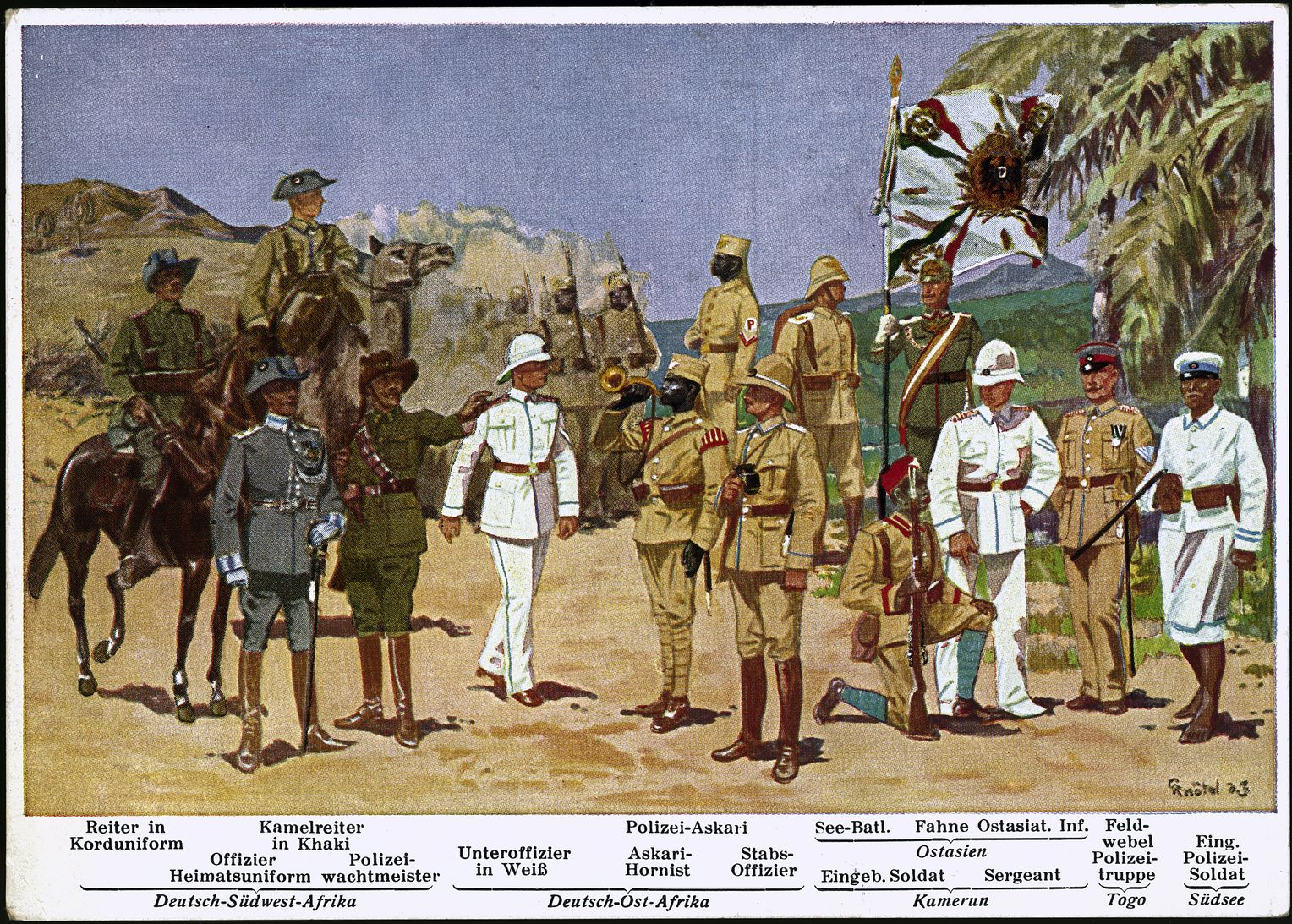
Deutsche Schutztruppen

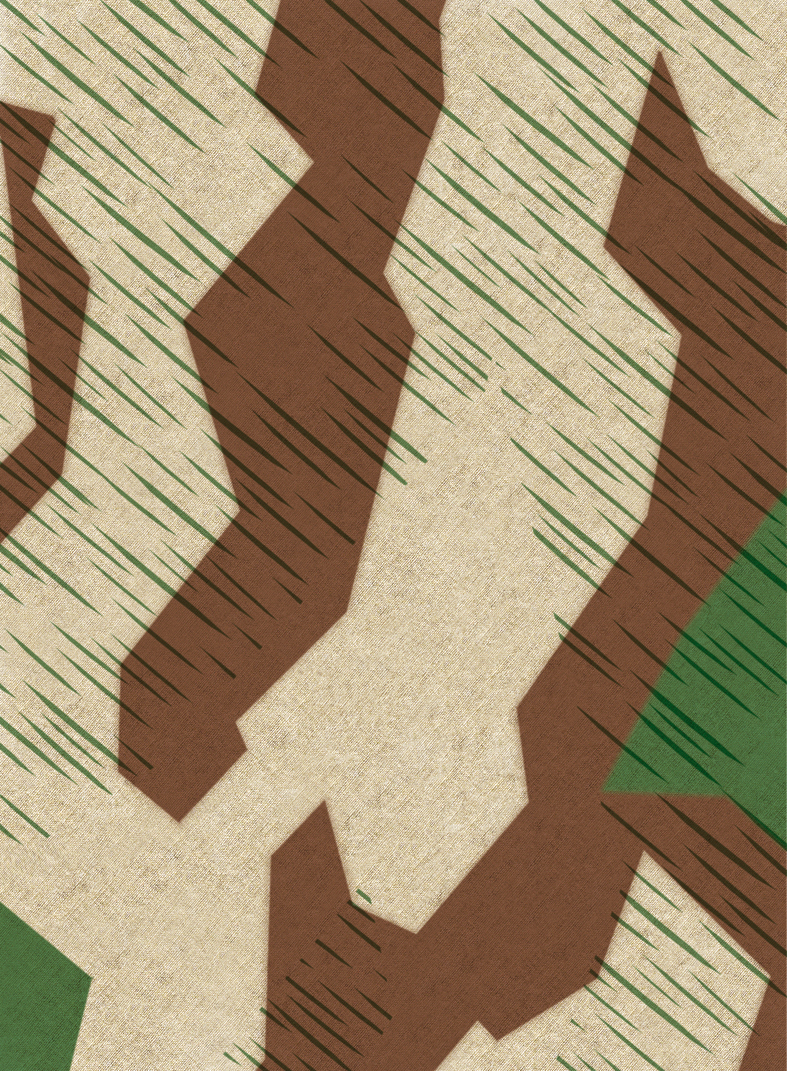
Splittertarnmuster 31 der Reichswehr (1931)

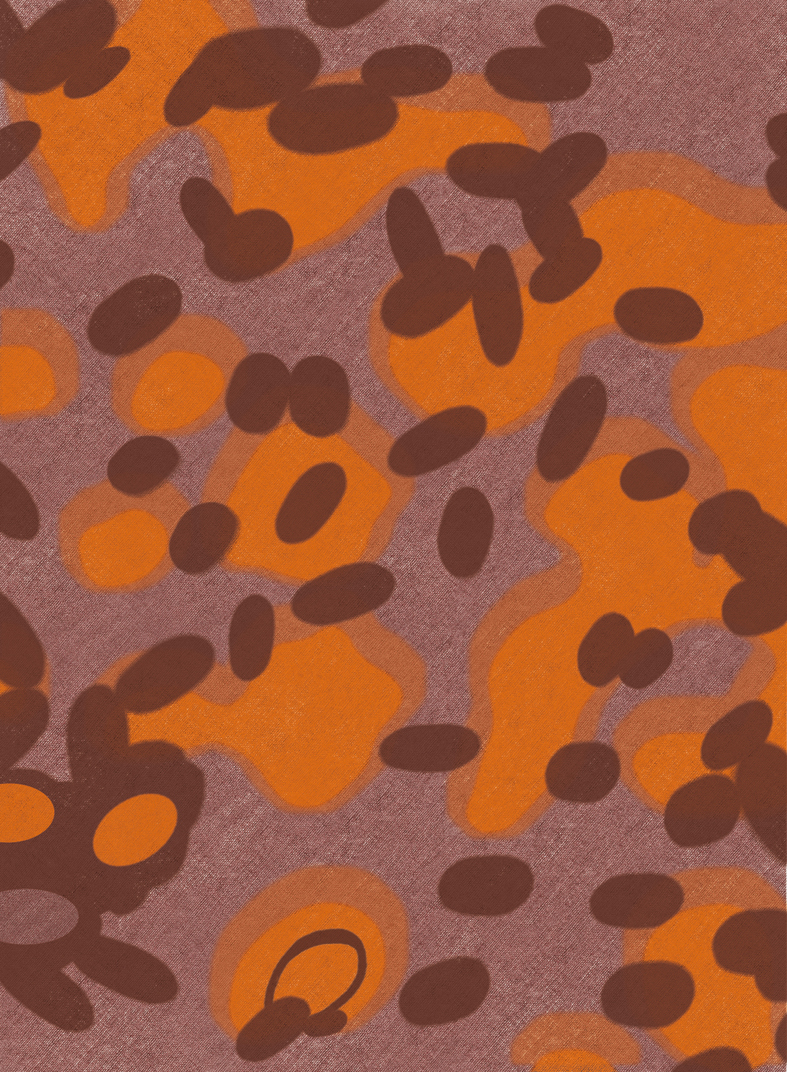
Platanenmuster Herbst der Waffen-SS

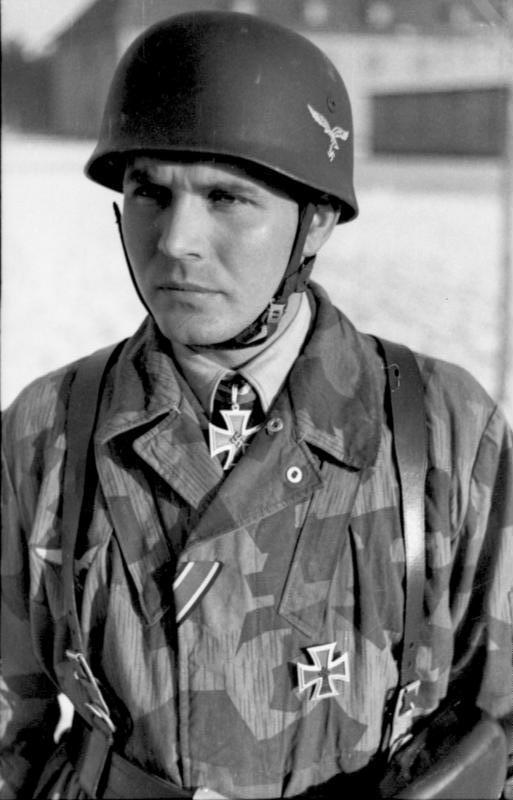
Bruno Sassen als Fallschirmjäger im 2. Weltkrieg

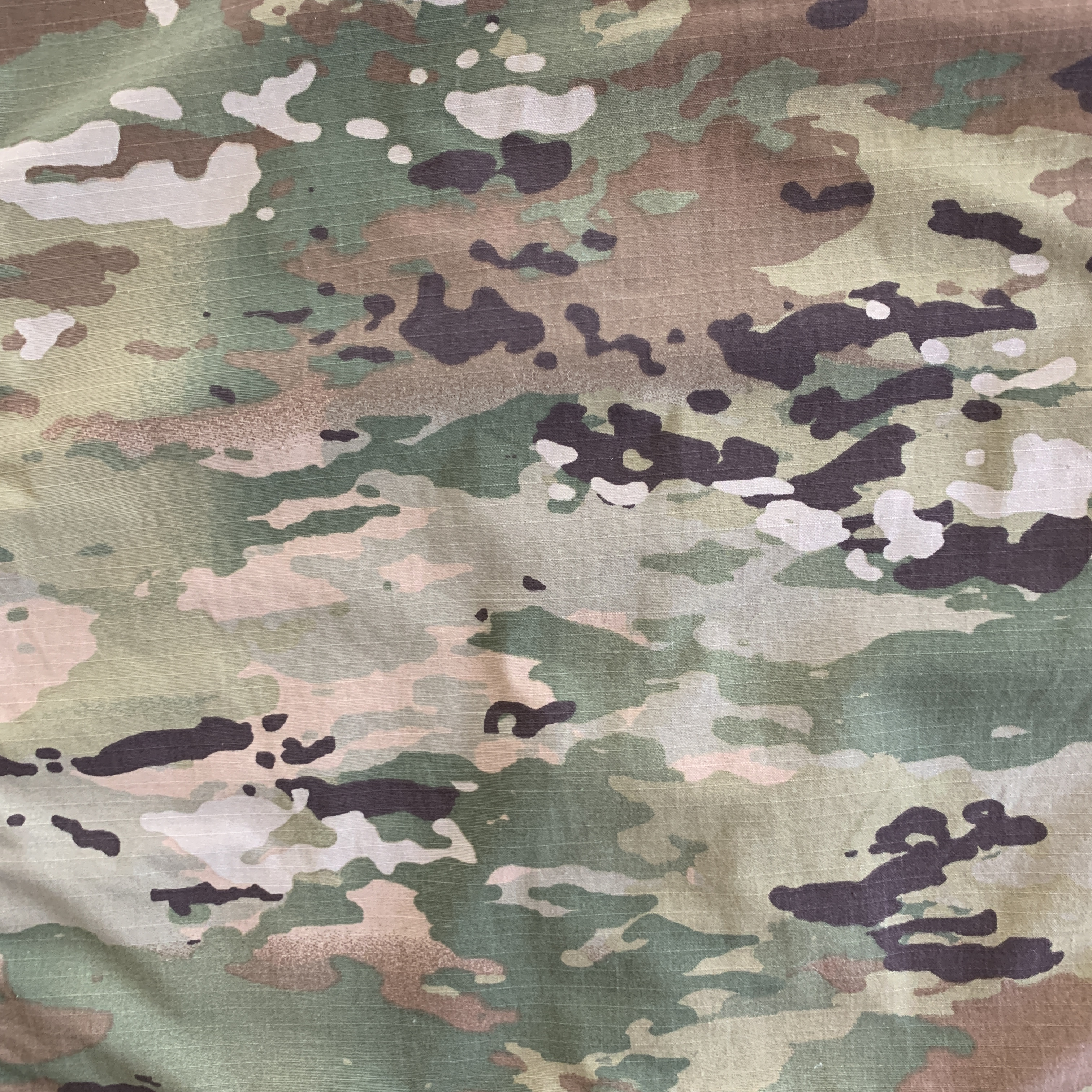
Operational Camouflage Pattern der US-Armee (2015)

Bis ins 19. Jahrhundert zogen europäische Soldaten in farbenfrohen und auffälligen Uniformen ins Feld. Die Farben orientierten sich damals vielfach noch an den im Mittelalter aufgekommenen Wappenfarben des jeweiligen Landesherren. Die ab 1808 so bezeichnete Grande Armée Napoleons hingegen war in den Farben der Landesfahne gekleidet. Durch die individuell landestypischen Erscheinungsbilder ihrer Uniformen war es den Soldaten möglich, im Kampfgetümmel Freund und Feind deutlich zu unterscheiden.
Nur in seltenen Fällen war militärische Tarnkleidung notwendig. Die erste bekannte reguläre Einheit mit Tarnuniformen waren die hessischen Jäger, die 1631 von Wilhelm von Hessen-Kassel aufgestellt wurden. Die Einheit wurde aus Jägern und Förstern gebildet. Das Jägerkorps wurde zu Fuß für Streifendienst und Einzelaktionen eingesetzt. Sie hatten bereits die Aufgaben heutiger Scharfschützen. Die Uniformen waren grün und braun. Glitzernde Ausrüstungsgegenstände wurden im Einsatz in der Regel abgedeckt bzw. getarnt. Die Notwendigkeit von Tarnkleidung ergab sich aus dem Umstand, dass die Jäger, abseits der Schlachtordnung, aus dem Hinterhalt in kleinen Gruppen kämpften. Ihre bevorzugten Ziele waren Offiziere und Kanoniere. Deshalb waren sie bereits mit den neuartigen Büchsen ausgerüstet. Mit Büchsen konnte man deutlich weiter und vor allem präziser schießen als mit den Musketen der regulären Infanterie. Die Muskete verfügt nur über einen glatten Lauf (wie bei einer Flinte) und war bis Mitte des 19. Jahrhunderts die Standardwaffe der Soldaten. Die Nachteile der Vorderladerbüchsen war der längere Ladevorgang und die deutlich teurere Herstellung. Des Weiteren war die Handhabung einer Büchse weitaus komplexer und bedurfte einer gründlichen Ausbildung. Mit der Aufstellung von speziellen Jägertruppen folgten 1645 Bayern, 1674 Brandenburg und 1744 Preußen. Im preußischen Heer Friedrichs II. trugen die Jäger einen grün/olivgrünen Rock, strohfarbene Lederhosen und braunlederne Patronenranzen. In der Schlacht bei Minden am 1. August 1759 hinterließen die preußischen Jäger einen großen Eindruck auf die verbündeten britischen Offiziere. Der britische Oberst George Hanger berichtete, wie die wohlgezielten Büchsenschüsse der preußischen Jäger, die versteckt aus einem kleinen Waldstück agierten, einige französische Offiziere auf dem offenen Feld zu Fall brachten.
Im Siebenjährigen Krieg in Nordamerika (1756–1763) stellte der britisch-amerikanische Offizier Robert Rogers die mit Büchsen bewaffneten Rogers' Rangers auf. Diese Einheit trug grüne Uniformen. Genau wie bei den hessischen Jägern wurden auch in dieser Einheit glitzernde Ausrüstungsgegenstände abgedeckt bzw. getarnt. Einer der späteren Kommandeure der Einheit war John Graves Simcoe.
Nach Einführung des rauchschwachen Pulvers war das Schlachtfeld nicht mehr durch Rauchschwaden verhüllt und es war wesentlich leichter geworden, nicht versehentlich den eigenen Kameraden zu erschießen. Auch die Entwicklung weitreichender und schnell feuernder Waffen, insbesondere des Maschinengewehrs, hatte eine Änderung der Taktik zur Folge.

## Ende 19. Jahrhundert
Im ausgehenden 19. Jahrhundert wurde erstmals mit einfarbig tarnenden Uniformen experimentiert. Die damals vorherrschenden kolonialen und internationalen Konflikte fanden zumeist in tropischen, trockenen Klimazonen statt. Die dort vorherrschenden natürlichen Gegebenheiten machten heranrückende Soldaten in traditionellen Uniformen oft zu einem leichten Ziel. Im Deutschen Kaiserreich wurde 1891 eine spezielle Uniform für die Schutztruppe für Deutsch-Südwestafrika in Khaki geschaffen. Um 1900 erhielt das ostasiatische Expeditionskorps der kaiserlichen Armee eine Tropenuniform in „erdfarbenem Feldgrau“. In Großbritannien und in den USA wurden im Jahr 1902 die bisher vorherrschenden traditionellen Uniformen durch neue, khaki- bzw. sandfarbene Ausrüstungsgegenstände ersetzt. In der gleichen Zeitphase wurde in den meisten modernen Feldheeren begonnen, auf Schimmel als Reitpferde zu verzichten. 1907 wurden im gesamten deutschen Heer feldgraue Uniformen mit braunem Lederzeug eingeführt. 
Im Ersten Weltkrieg hatten die meisten daran teilnehmenden Armeen ihre Uniformen auf Tarnfarben umgestellt. Die deutschen Scharfschützen verwendeten im Ersten Weltkrieg einen sackartigen Scharfschützenanzug. Dieser hatte den Vorteil, dass der Schütze ihn relativ schnell und unkompliziert der jeweiligen Umgebung anpassen konnte, indem er sich z. B. auf dem Boden wälzte oder Erde und Schlamm per Hand auftrug, wobei die reguläre Uniform darunter dabei unberührt blieb. Zusätzlich wurde der Anzug mit Blättern und Ästen getarnt, soweit diese im jeweiligen Frontabschnitt noch existierten. Neben dem Scharfschützenanzug gab es noch einen getarnten Scharfschützenmantel mit einer Knopfleiste und einem ebenfalls getarnten Gürtel. Dieser war bereits ab Werk mit einem Tarnmuster versehen, welches dem Sumpftarn der Wehrmacht ähnelte. Das Tarnmuster hatte fließende Übergänge mit den Farben beige, hell bis dunkelbraun, grün und feldgrau. Die Kapuze incl. Gesichtsmaske, die auch den Hals tarnte und mit Öffnungen für Augen und Mund versehen war, war am hinteren Kragen befestigt. Eines der letzten Exemplare ist im Imperial War Museum in London ausgestellt.

## Nach dem Ersten Weltkrieg
Nach dem Ersten Weltkrieg wurden erstmals Tarnmuster für Uniformen verwendet. Am bekanntesten wurde das Splittertarnmuster 31, das 1931 bei der Reichswehr eingeführt wurde, international Nachahmung fand und seitdem bis heute in vielen Varianten verbreitet ist. So wurde die Fallschirmtruppe der Wehrmacht mit Tarnbekleidung ausgestattet, ebenso wie bereits 1937 Italien seine Fallschirmjäger mit Tarnbekleidung ausstattete.
Das deutsche Platanenmuster – Herbstfarbe wurde für die Tarnbekleidung der Waffen-SS von 1937 bis 1945 speziell entwickelt und war das älteste in Großserie hergestellte und im Kampfeinsatz durchgängig verwendete Flecktarn der Welt.
1942 begann die US-Army, erbeutete Ausrüstungsgegenstände der Waffen-SS nach ihrer Tarnwirkung zu studieren. Bereits im Sommer desselben Jahres waren Einheiten der US-Armee und der Marineinfanterie, die im Pazifik eingesetzt wurden, mit einer amerikanischen Variante des deutschen Flecktarn ausgerüstet. Da es zu Verwechslungen kam, wurde dieses nicht oft auf dem europäischen Kriegsschauplatz eingesetzt.

## Nach dem Zweiten Weltkrieg
Eines der bekanntesten Tarnmuster ist das Woodlandmuster der USA, eine vergrößerte Version des ERDL-Musters (Engineer Research & Development Laboratory) von 1948, das schon in Vietnam zum Einsatz kam. Heutzutage hat praktisch jede Armee der Welt ihr eigenes Tarnmuster, welches damit auch schon wieder einen Erkennungswert darstellt.
Anfang des 21. Jahrhunderts kamen neuartige, mit Hilfe von computergenerierten Fraktalen erstellte Digitaltarnmuster auf, wie zum Beispiel das CADPAT der Kanadischen Armee, das Type 07 der Chinesischen Volksbefreiungsarmee oder auch das MARPAT des United States Marine Corps.

## Strukturtarnung

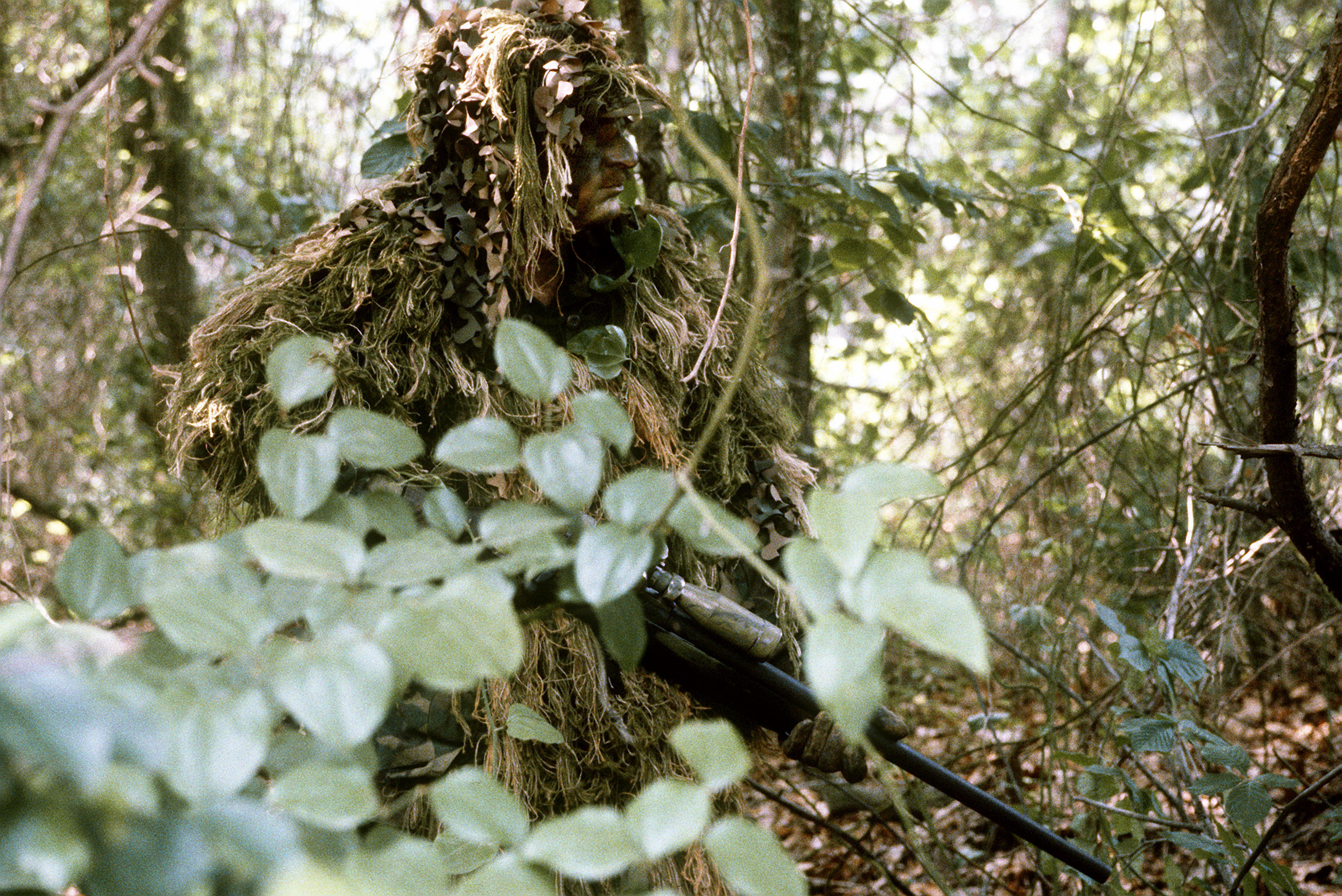
Scharfschütze im Ghillie-Tarnanzug

Eine andere Form der Tarnkleidung, bei der weniger die Farbgebung als vielmehr die Struktur entscheidend ist, ist die sogenannte Strukturtarnung. Hierbei werden zusätzlich zur farblichen Tarnung auch Materialien zur Veränderung der Silhouette genutzt. Der bekannteste Vertreter und somit oftmals ein Synonym hierfür ist der sogenannte Ghillie-Tarnanzug.
Ein Ghillie-Anzug ist ein Tarnanzug, der hauptsächlich von Scharfschützen eingesetzt wird. Er verbirgt die Form des menschlichen Körpers und lässt ihn mit seiner Umgebung „verschmelzen“. In der Regel besteht ein Ghillie-Anzug aus einem Netzmaterial in Form eines Überwurfes oder als zweiteilige Ausführung, in den bis zu 80 cm lange, gefärbte Jutestreifen geflochten werden. Schon früh wurden Blätternetze oder Jutetarnstreifen in Helmtarnnetze eingeflochten. Die Streifen werden eingeknotet oder angenäht und je nach Material auch zusätzlich zerfasert, um die gewünschte Tarnwirkung zu erzielen. Dies kann auch mit Helmtarnbezügen für den Winterkampf erfolgen. Für die Kopftarnung dient eine weiße Kopfhaube und weiß-grüne Streifen im Helmtarnnetz.

## Tarnmustertypen
- CADPAT
- CROPAT (Digitaltarn)
- MARPAT (Digitaltarn)
- Flecktarn
- Leibermuster
- Multitarn
- Sumpftarn
- Splittertarn
- Strichtarn
- Tarnschemata der United States Navy

## Länder, in denen Zivilisten das Tragen von Tarnkleidung verboten ist
- Antigua[4]
- Barbados[5]
- Grenada
- Jamaika[5]
- Philippinen[6][7][8][9]
- Oman
- Saudi-Arabien[5]
- St. Lucia[10]
- Trinidad und Tobago[11]
- Sambia[12]
- Simbabwe[13]
- Nigeria[14]